# Pehr Bogman
Pehr Bogman, född 3 juli 1687 i Giresta socken, död 1 februari 1762 i Östra Skrukeby socken, han var en svensk kyrkoherde i Östra Skrukeby församling. 

## Biografi
Pehr Bogman föddes 3 juli 1687 i Giresta socken. Han var son till kontraktsprosten Samuel Bogman och Helena Pehrsdotter. Bogman blev 1704 student vid Uppsala universitet och prästvigdes 1713. Han blev 1718 skvadronspredikant vid Östgöta kavalleriregemente och 1725 kyrkoherde i Östra Skrukeby församling. Bogman avled 1 februari 1762 i Östra Skrukeby socken och begravdes 12 februari samma år.

### Familj
Bogman gifte sig första gången 12 januari 1718 med Annika Mörtling (1696–1740). Hon var dotter till kyrkoherden Samuel Mörtling och Christina Molin i Östra Skrukeby socken. De fick tillsammans barnen Christina, Samuel, Petrus (1727–1727), Petrus (1731–1741), Greta (1734–1734), Brita (född 1735) och Daniel (född 1738).
Bogman gifte sig andra gången 29 januari 1745 med Christina Maria Wendel (1691–1766). Hon var dotter till kaptenen Christopher Adolf Wendel och Christina Eva von Gröningen. Christina Maria Wendel hade tidigare varit gift med kyrkoherden Joachim Lithander i Östra Hargs socken.